# Gornja Barska
Gornja Barska (en cyrillique : Горња Барска) est un village de Bosnie-Herzégovine. Il est situé dans la municipalité de Cazin, dans le canton d'Una-Sana et dans la fédération de Bosnie-et-Herzégovine. Selon les premiers résultats du recensement bosnien de 2013, il compte 1 298 habitants.

## Démographie

### Évolution historique de la population
| 1948 | 1953 | 1961 | 1971 | 1981  | 1991  | 2013  |
| ---- | ---- | ---- | ---- | ----- | ----- | ----- |
| -    | -    | 568  | 836  | 1 139 | 1 242 | 1 298 |

|  |